# ファウスト (1926年の映画)
『ファウスト』（独: Faust – Eine deutsche Volkssage）は、1926年に公開されたドイツのサイレント映画。監督はF・W・ムルナウ、出演はエスタ・エクマン、エミール・ヤニングス、カミルラ・ホルン、ウィリアム・ディターレ、フリーダ・リヒャルト、イヴェット・ギルベール。ゲーテの『ファウスト』だけでなく古いファウスト伝説からも材を取っている。当初ウーファはムルナウが『ヴァリエテ』に関わっていたため、この作品はルドウィッヒ・ベルゲルに撮らせようとした。しかしムルナウはヤニングスの助力とプロデューサーへの圧力で、最終的にエーリッヒ・ポマーを説得し、監督することになった。
『ファウスト』はムルナウの最後のドイツ映画となった。この後すぐ渡米し、ウィリアム・フォックスと『サンライズ』を監督する契約を交わした。『ファウスト』がベルリンのウーファ・パラスト・アム・ツォーでプレミア上映されたときには既にハリウッドで撮影に入っていた。

## キャスト
- ファウスト：エスタ・エクマン（英語版）
- メフィストフェレス：エミール・ヤニングス
- グレートヒェン：カミルラ・ホルン
- グレートヒェンの母：フリーダ・リヒャルト
- ヴァレンティン：ウィリアム・ディターレ（ヴィルヘルム・ディーテルレ）
- マルテ：イヴェット・ギルベール
- パルマ公爵：エリック・バークレー
- パルマ公爵夫人：ハンナ・ラルフ
- 大天使：ヴェルナー・フュッテラー

## 制作
『ファウスト』はウーファ史上最高額の予算を投じて作られた（ただし翌年『メトロポリス』に抜かれる）。製作費は200万ライヒスマルク、製作期間は6ヶ月。しかし、興収はその半分しかなかった。映画史家たちは『ファウスト』がスタジオ撮影と特殊効果技術に多大な影響を及ぼしたと指摘している。ムルナウは2台のカメラを使用して同時撮影し、多くの場面で多重露光をした。たとえば、契約が記された羊皮紙に燃えている短いシーンの撮影に丸一日をかけた。
インタータイトルは当初、この映画の脚本を書いた小説家・劇作家のハンス・カイザーが担当した。カイザーは古くから伝わるファウスト伝説、クリストファー・マーロウの『フォースタス博士』、ゲーテの『ファウスト 第一部』、それに自分のアイディアを加えてひとつにした。しかしウーファはそれが気に入らず、ドイツを代表する劇作家でノーベル文学賞も受賞したゲアハルト・ハウプトマンに代わりを依頼した。ハウプトマンはウーファの提示額の倍の4万ライヒスマルクで了承した。カイザーはそれを知り、二人の作家は手紙で激しく罵りあった。
1926年8月26日、ハウプトマン版の『ファウスト』の試写会がウーファのノレンドルフプラッツ劇場で催された。ウーファの役員たちは前より悪くなったと感じ、封切りの前週、ハウプトマンに「予期せぬ困難」が生じたと通知し、1926年10月14日ウーファ・パラスト・アム・ツォーの封切りはカイザー版で行った。ハウプトマンの詩はパンフレットにして劇場で販売した。

## バージョン
『ファウスト』には複数のバージョンが存在している。そのうちのいくつかはムルナウ自身の手によるものである。ペースが違ったり、別の役者が異なる衣装で演じたり、カメラアングルが異なったりする。たとえば、熊の出てくるシーンでは、本物の熊と衣装を着た人物のもの、熊が立っているだけのもの、熊が俳優を襲うものが存在する。現存する30余のフィルムでバージョンは5つある。デンマーク映画学院が保存しているオリジナルのドイツ版、フランス版、改定ドイツ版、ウーファがヨーロッパ向けに作ったバイリンガル版、それとムルナウがMGMのために手を入れたアメリカ版（1926年7月）である。
オリジナル版はいくつかのシーンが欠落している。他の版から補った106分のレストア版がキノ・インターナショナルからリリースされた。インタータイトルは英語だが、オリジナルのドイツ語版もある。
アメリカ版のためにムルナウはタイトルと場面を新たに撮り直している。たとえばマルタが胸焼けを起こすからと断った酒をメフィストに出すシーン。アメリカ版では断る理由が「アルコールが含まれているから」に変更した。当時アメリカは禁酒法の時代だったからである。またメフィストがマルタに渡すネックレス、オリジナル版はロンバルディアの従兄弟からのものだったのが、アメリカ版ではタタールのハーンからのものに変更されている。ムルナウはアメリカの観客がロンバルディアという地名を聞いたことがないだろうと考えたのである。さらにアメリカの観客がイメージしにくいものはテキストを並列させた。元々構想していた、ファウストとグレートヒェンが昇天するフィナーレはこのバージョンにだけあり、他のバージョンはもっと概念的に描かれている。本や文章はドイツ語と英語、2つを撮影した。
バイリンガル版はハンブルク発ニューヨーク行の大西洋横断船のために作られたもので、アメリカ人とドイツ人の観客がいることを想定した。
フランス版は撮影ミス（ドアを支える助手が見えたり、俳優が滑ったり、グレートヒェンがドレスの裾を踏んだり、舞台の模型が写ったり）が多く含まれている。ただし、他のバージョンにはないテイクも含まれている。

## 評価
日本の映画監督・青山真治は『映画撮影監督が選ぶオールタイム外国映画ベストテン』で『ファウスト』を選出している。

## レガシー
禿山のシーンはウォルト・ディズニーの『ファンタジア』（1940年）の「禿山の一夜」のシークエンスに影響を与えた。